# Frenzel (Adelsgeschlecht)

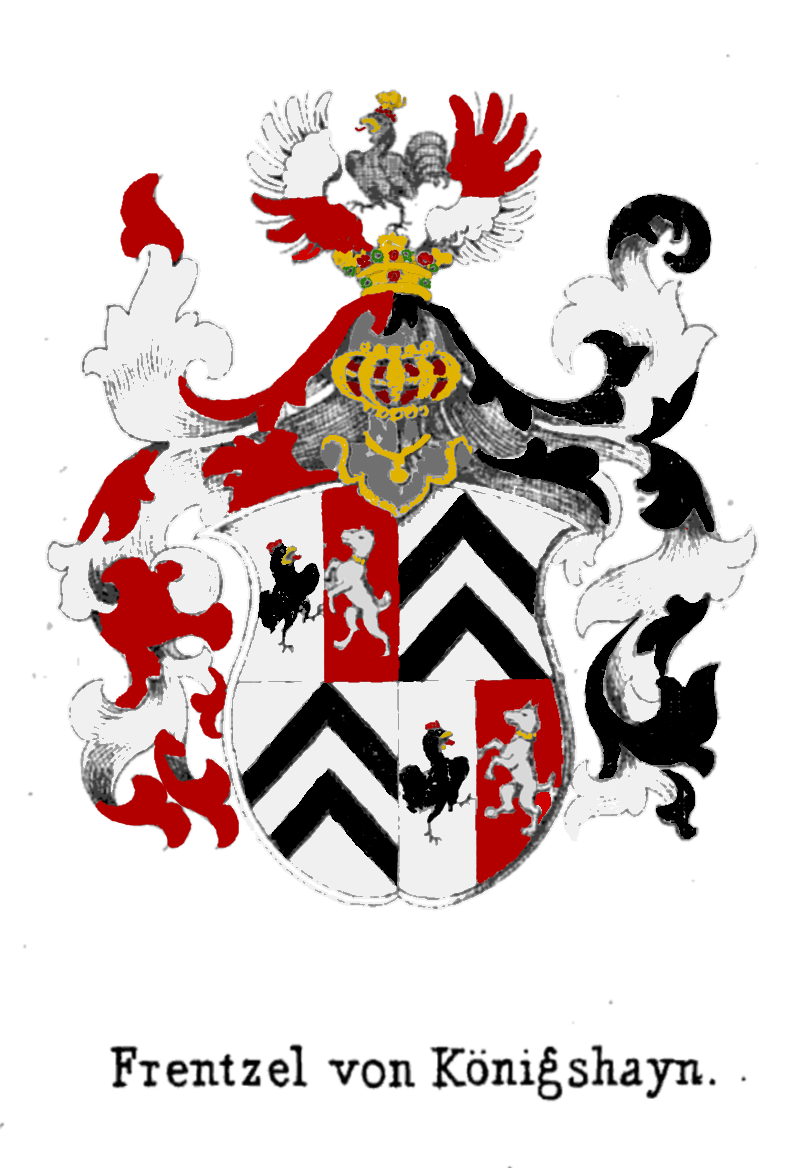
Wappen, das Kaiser Karl V. Joachim Frenzel im Jahr 1544 verlieh (nach schwarz-weiß-Vorlage in Dorsts Wappenbuch in den im gleichen Buch beschriebenen Farben eingefärbt).

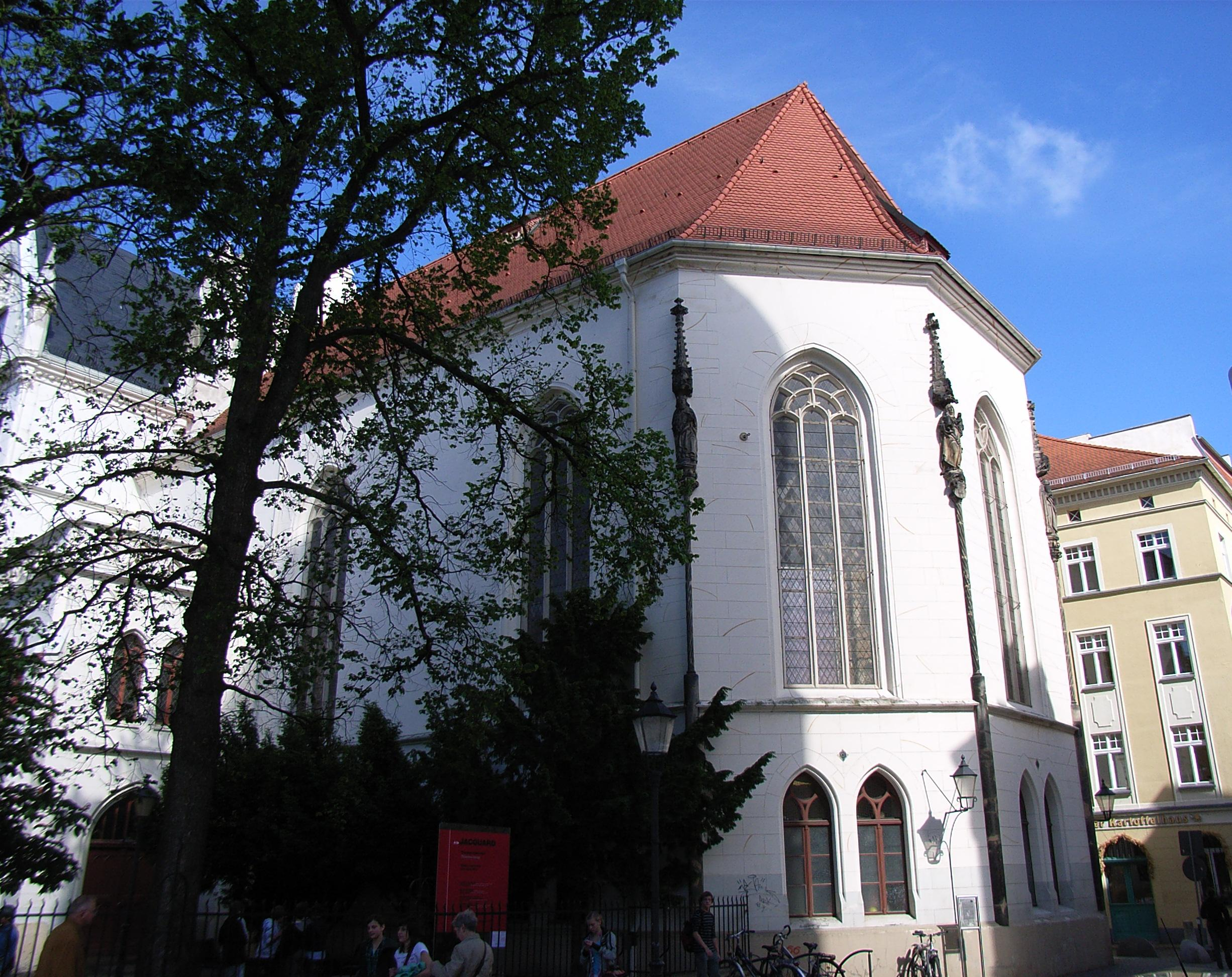
Annenkapelle, durch Hans Frenzel Anfang des 16. Jahrhunderts erbaut. (Ansicht aus Nordosten)

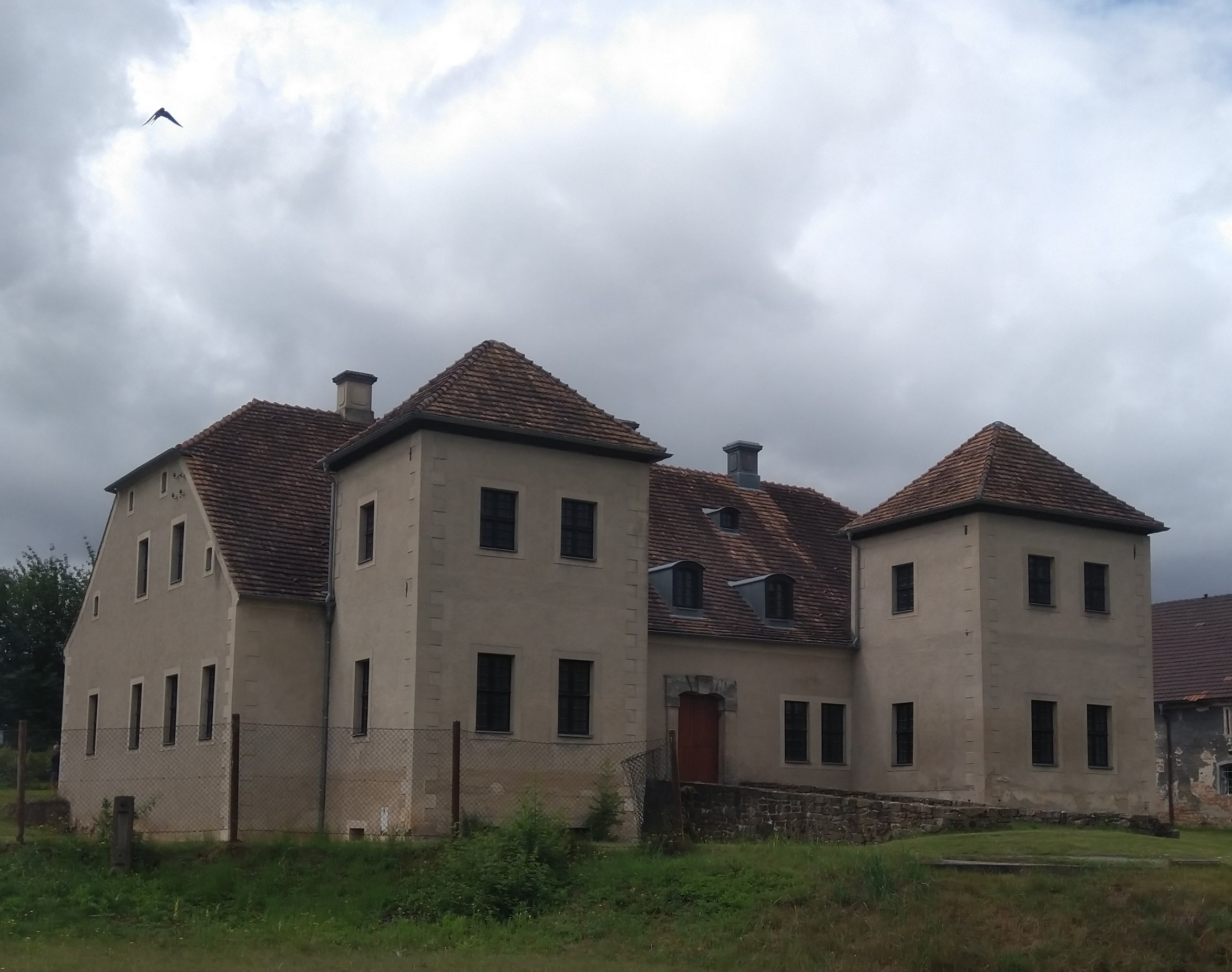
Renaissanceschloss, erbaut durch Joachim Frenzel im 16. Jahrhundert.

Frenzel, auch Frentzel, seit 1544 Frenzel von Königshain und Liebenstein unter verschiedenen Schreibweisen oder auch nur Frenzel von Königshain nannte sich eine Familie, die am Übergang vom Mittelalter in die frühe Neuzeit in der Lausitz lebte. Ihr Stammvater, Franz Morgensohn, stammte aus Zittau.
Hans Frenzel, eigentlich Hans Morgensohn, wählte anlässlich seines, seines Vaters und Großvaters Rufnamens Frenzels Hans den Namen Frenzel. Er wurde als Großhändler in Görlitz Anfang des 16. Jahrhunderts zu einem der reichsten Menschen der damaligen Zeit und ließ in Görlitz die Annenkapelle erbauen. Sein Sohn Joachim war der Bauherr eines Schlosses und wurde wenig später geadelt.
Mangels Nachkommen Joachims Söhne starb zumindest die geadelte Linie der Frenzel Ende des 16. Jahrhunderts aus, während es Nachrichten über Nebenlinien der Frenzels bis ins 17. Jahrhundert gibt.

## Geschichte
Die Geschichte beginnt bei Franz Morgensohn („Morgensin“) aus Zittau. Dessen Sohn Hans hatte den Rufnamen Frenzels Hans („Frenczels Hans“, „Franzes Hanns ... Fränzels Hannß“). Gleichfalls wiederum dessen Sohn Hans (II.) und der darauffolgende, später reiche Enkel Hans (III). Die finanziellen Verhältnisse der Familie werden als zu diesem Zeitpunkt bescheiden bewertet. Zwar schrieb Hans (III.): „Meynne Uhrelde[r]n sindt von der Sittaw [Zittau] gen Görlicz kommen“, doch war Hans II. der erste, der das Görlitzer Bürger- und Braurecht empfing.
Hans Morgensohn I. (⚭ Margaretha Starcke) hatte drei Söhne: Hans (II.), Georg („Greger“) und Peter. Sie wurden alle Weißgerber.
Hans Morgensohn II. († 1490) und seine ihn um 13 Jahre überlebende Ehefrau waren Eltern von Hans (III.), Anna, Katharina und Barbara.
Hans Morgensohn (III.) lernte zwischen 1474 und 1486, seinem 11. und 23. Lebensjahr bei Jörg Kohler und Paul Welker im Ausland polnisch, kaufmännische Grundkenntnisse und knüpfte wahrscheinlich schon erste Kontakte. Er heiratete Anna (geb. Tilicke; † 1531) und erwarb zunächst durch das ihn hinterlassene Erbe seiner Schwiegereltern und dann durch geschickte Spekulationen, wobei er auch Schulden aufnahm, ein unvergleichlich großes Vermögen. Gegen Ende seines Lebens verfasste er eine Autobiographie, die von Tomasz Torbus bzw. Markus Hörsch auf das Jahr 1519 datiert wurde. Er nannte sich selbst Hans Frenzel und auch sein sohn Joachim und dessen Nachkommen übernahmen den Nachnamen Frenzel. Neben Joachim hatte Hans Frenzel noch zwei weitere Söhne, die jeweils Johannes hießen, davon der ältere aber 18 Tage nach der Geburt und der jüngere vermutlich auch im Kindesalter verstarb.
Joachim, wohl der einzige Sohn Hans Frenzels, der das Erwachsenenalter erreichte, wurde ab 1525, seinem zehnten Lebensjahr durch die Abschaffung römischer Messen an einem kirchlichen Engagement gehindert. Wenige Jahre später stiftete er Friedersdorf a. d. Landeskrone dem Hospital unserer lieben Frauen und die väterliche Annenkapelle der Stadt Görlitz. Er heiratete Franz Schneiders Tochter Anna und begann das Renaissanceschloss in Königshain zu erbauen. 1544 wurde er von Kaiser Karl V. geadelt. Karls Bruder König Ferdinand I. gewährte Joachim 1556 die erste Allodifizierung seiner Güter, die es in der Oberlausitz bis zu diesem Zeitpunkt je gab. Joachim hinterließ drei Töchter Barbara, Corona und Anna und zwei Söhne Peter und Johann.
Barbara heiratete 1559 Paul von Liedlau und hinterließ mit ihm 14 Kinder.
Corona († 22. Juni 1579) heiratete Adam von Rehdiger (* 1533; † 7. Mai 1595), den Bruder Nikolaus Rehdigers, eines Wegbereiters des zur damaligen Zeit in Ostdeutschland besonders blühenden Wollhandels. Adam selbst war 20 Jahre Ratsherr, schied aber früh aus der familiären Handelsgesellschaft aus, was ihm wohl den Schmach der Historiker Oskar Pusch und Witzendorf-Rehdigers als Leben auf Kosten des familiären Reichtums einbrachte. Der gemeinsamen Ehe entstammen 4 Kinder.
Anna heiratete 1571 Jakob von Schachmann (* 1527; † 23. Oktober 1586), den ersten gesicherten Stammvater derer von Schachmann. Anna und Jakob bekamen 6 Kinder. Einer ihrer Nachfahren war Carl Adolph Gottlob von Schachmann, der Bauherr des Barockschlosses in Königshain.
Johann († 4. September 1581) heiratete Sophie von Temritz († 3. Juli 1582), ihre Ehe blieb aber kinderlos. Ein Epitaph mit ihren Ölgemälden befand sich der Überlieferung zufolge Anfang des 18. Jahrhunderts in der Annenkapelle. In der Kirche Königshain befindet sich spätestens seit Ende des 19. Jahrhunderts ein identisch beschriebenes Epitaph, das vermutlich dasselbe ist.
Peter († 1571) starb als Student in Straßburg.
Katherina, Hans Frenzels (III.) Schwester heiratete Bernhard Berndt und bekam mit ihm sieben Kinder. Ihre gleichnamige Tochter heiratete im Jahr 1522 Franz Schneider. Franz Schneiders Tochter Anna aus erster Ehe heiratete einige Jahre später Katharinas Neffen bzw. den Sohn Hans (III.), Joachim.
Katharinas Schwester Anna, heiratete Hans Reintsch und Barbara den Ratsherr Barthel Reynolds.
Peter, der Bruder Hans II., war Tuchhändler und saß zwischen 1492 und 1496 im Görlitzer Rat. Er war verheiratet mit Andreas Canitz Tochter Ursula. Zwischen 1488 und 1494, dem nachweisbaren Zeitraum Peters Tuchhandels, wurde er von seinem Neffen Hans (III.) darin unterstützt. 1496 wurde er wegen Ehebruchs aus dem Rat ausgeschlossen. Er ist nachweisbar als Besitzer der Brauhöfe Neißstraße 25 und 29, sowie Untermarkt 3. Seine Tochter Ursula Frenzel heiratete den Görlitzer Bürgermeister Peter Tiele († 13. September 1535) und nach dessen Tod Hieronymus Conrad.
Des Weiteren gab es einen Peter Frenzel († 1571), der Franz Schneiders Tochter aus erster Ehe Katharina († 25. Dezember 1606) heiratete und bis 1555 im Görlitzer Rat saß. Er ist nachweisbar in den Brauhöfen Peterstraße 10 und 11, sowie in der Brüderstraße 13. Er war Verwalter der Güter Joachims und sei dessen Vetter gewesen. Mangels Quellen lässt er sich aber nicht in den Stammbaum einfügen.
Einer der Söhne aus dieser Ehe war Joachim, der Jüngere († 22. Oktober 1603). Er heiratete um 1558 Elisabeth (geb. Willer), Witwe eines Andreas Beyers. Joachim hat einen Eintrag im Görlitzer Büchsenschützenbuch mit dem Wappen der Frenzel von Königshain. Joachims Tochter Anna heiratete am 5. März 1576 den späteren Richter Georg Rösler. Aus dieser Ehe und Röslers vorherigen gingen 18 Kinder hervor.
Als Joachims Vetter wird Georg Frenzel genannt, der mit Margarethe (geb. Junge) verheiratet gewesen ist und vor dem 20. Juni 1581 starb. Auch hier fehlen jedoch Quellen zur Ermittlung noch näherer Verwandter.
Ambrosius Frenzel, der wie Joachim Frenzel im Görlitzer Büchsenschützenbuch steht, war ein reicher Kaufmann und Tuchhändler, der aber 1606 Bankrott ging. Bei ihm fehlen Angaben zu jeglicher Verwandtschaft.

## Wappen
Alte Wappendarstellungen

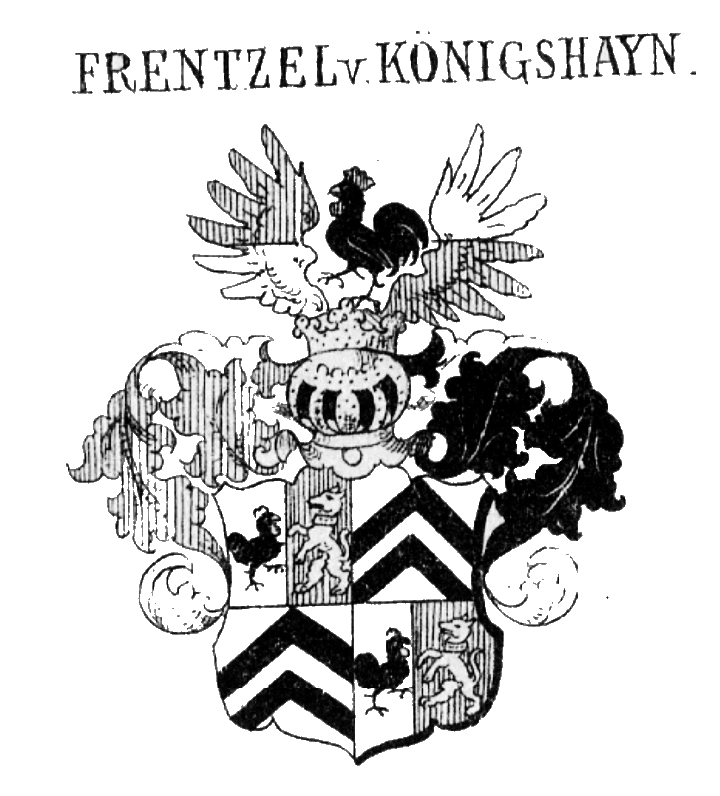
Konrad Blažek: J. Siebmacher’s großes und allgemeines Wappenbuch, 1890
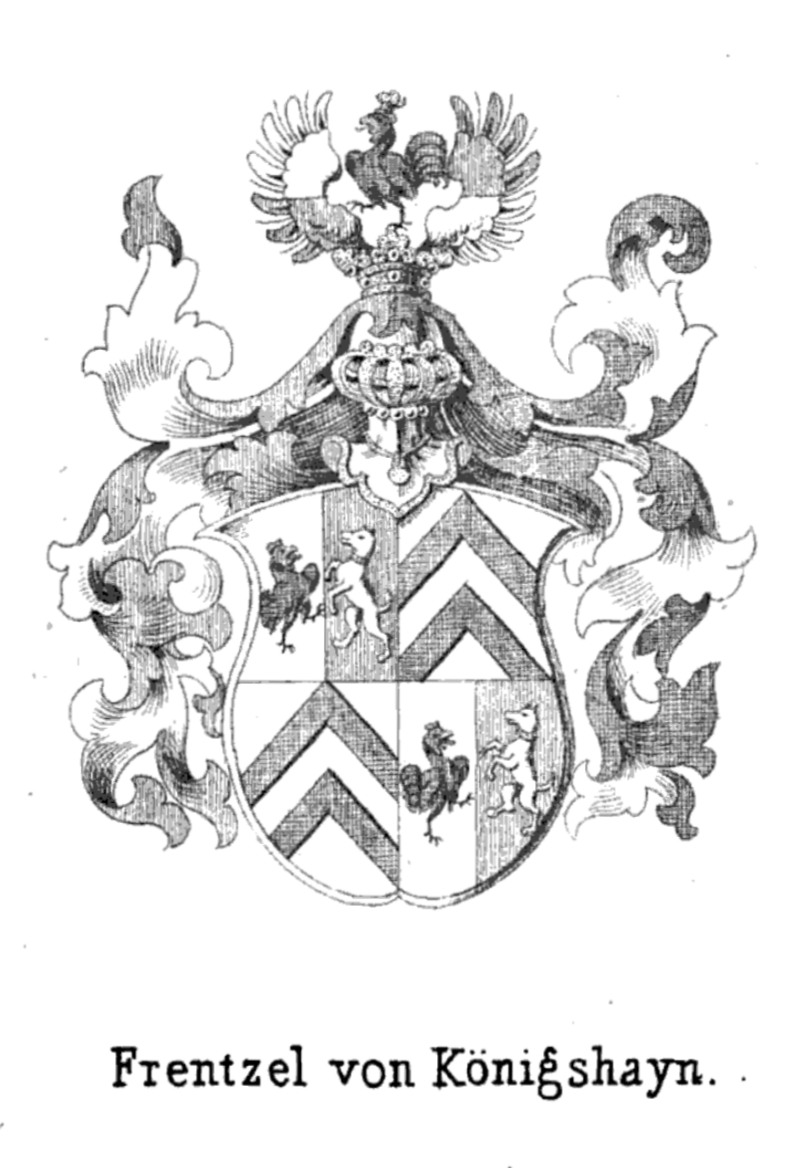
Leonhard Dorst, Allgemeines Wappenbuch, Band 2, 1846
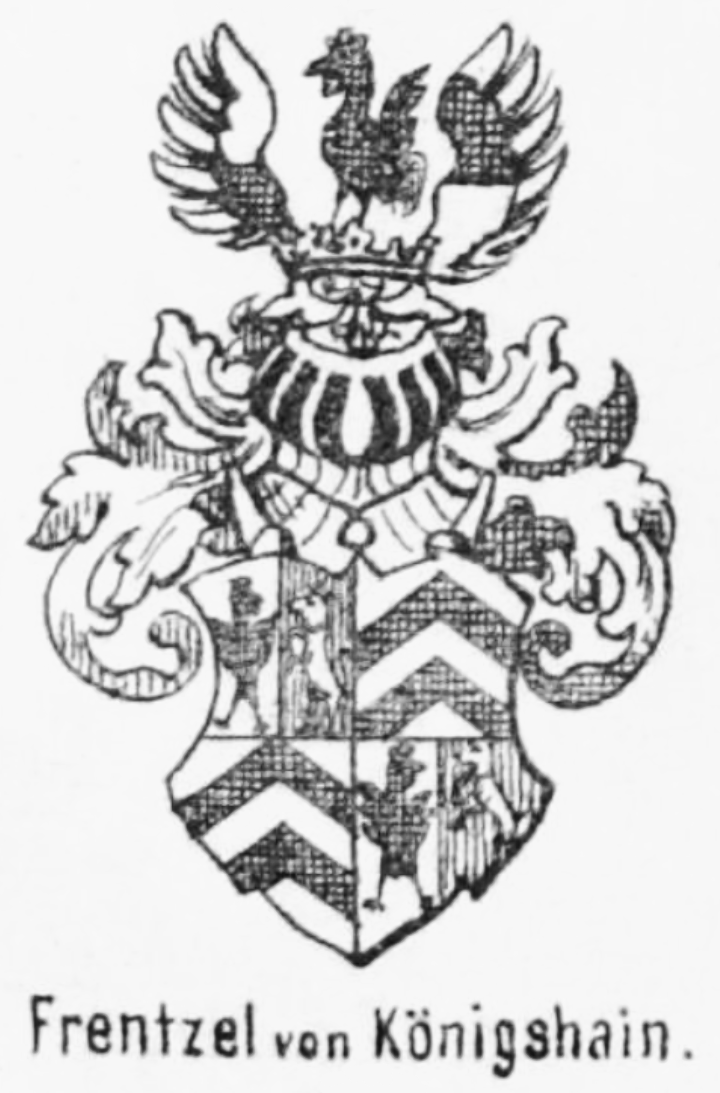
Paul Fritsch: Alte Görlitzer Geschlechter und die Wappen derselben, 1891
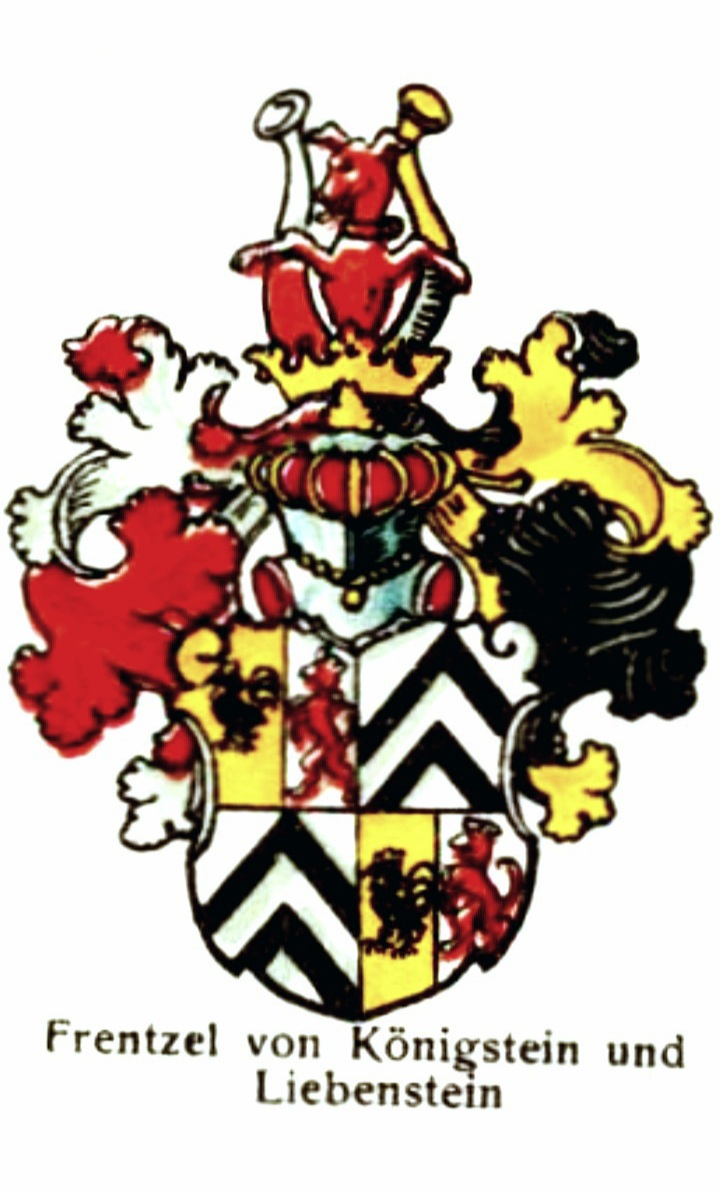
Oskar Roick: Wappen Frentzel von Königstein und Liebenstein, um 1910